# Донецкая область
Доне́цкая о́бласть (укр. Доне́цька о́бласть), разг. Доне́тчина (укр. Донеччина) — административно-территориальная единица Украины, расположенная на юго-востоке страны. Север области относится к Слободской Украине, центр — к Донбассу, юг — к Приазовью.
На западе граничит с Запорожской и Днепропетровской областями, на севере — с Харьковской областью, на востоке — с Луганской областью Украины и Ростовской областью России .
Площадь области составляет 26,5 тыс. км² (11-е место в Украине), население на 2021 год оценивалось в 4,1 млн человек (1-е место). Административный центр и крупнейший город — Донецк, другие крупные города — Мариуполь, Макеевка, Горловка, Краматорск, Славянск, Константиновка, Енакиево, Бахмут, Покровск.
Область была образована в 1932 году выделением из Харьковской области Украинской ССР. В 1938 году из состава области была выделена северная часть, ставшая Луганской областью.
В апреле 2014 года, в ходе пророссийских протестов, на территории области была провозглашена Донецкая Народная Республика (далее ДНР), не получившая международного признания. В результате войны в Донбассе ДНР получила фактический контроль над примерно третьей частью территории области, включая Донецк.
По состоянию на 23 февраля 2022 года областная администрация Украины и большинство государственных учреждений области находились в Краматорске, областной совет — в Мариуполе; областные учреждения также находились в Константиновке, Славянске, Мариуполе, Бахмуте и Мирнограде.
В 2022 году, после начала полномасштабного вторжения России на Украину, Мариуполь и некоторые другие населённые пункты Донецкой области были оккупированы Вооружёнными силами России и Народной милицией самопровозглашённой ДНР. 30 сентября Россия объявила об аннексии области.

## История
В XI—XIII веках часть этой территории входила в состав Половецкой земли.
В XVI—XVIII веках северная часть территории области входила в состав Слобожанщины, восточная часть территории области входила в Область Войска Донского, а южная — частично в состав Кальмиусской и Орельской паланок Войска Запорожского Низового, частично под контролем кочевых племён ногайцев, находившиеся под контролем Крымского ханства.
Русско-турецкая война 1735—1739 привела к подчинению Крымского ханства России и по мирному договору 1774 Приазовье вошло в состав Российской империи. С этого момента началось централизованное заселение степи оседлым населением. Среди новых поселенцев было много русских, сербов и греков, которым царское правительство выделило в этих местах обширные земли.
В ходе Гражданской войны на Дону территории Донецкой области входили в состав различных административных формирований противоборствующих сторон: Донецко-Криворожская советская республика (1918), Всевеликое войско донское (1918—1920), Вольная территория (1919—1921), Донецкая губерния (1920—1925).
15 марта 1920 года в составе Украинской ССР (УССР) образована Донецкая губерния с центром в городе Луганске. Она была сформирована из частей Харьковской и Екатеринославской губерний и области Войска Донского. В состав новой губернии были включены Изюмский и Старобельский уезды Харьковской губернии, Бахмутский, Мариупольский и Луганский (бывший Славяносербский) уезды Екатеринославской губернии, а также Донецкий, частично Таганрогский и Черкасский округа области Войска Донского. Постановлением Совнаркома от 12 октября 1920 года центр Донецкой губернии переведён из Луганска в город Бахмут, который 21 августа 1923 года был переименован в Артёмовск. 9 марта 1924 года город Юзовка переименован в Сталино.
3 июня 1925 года постановлением ВУЦИК в Украинской ССР упразднены губернии и введено деление на 41 округ, объединяющий группы районов. На месте упразднённой Донецкой губернии были созданы Артёмовский, Луганский, Мариупольский, Сталинский и Старобельский округа. 2 сентября 1930 года округа в УССР были упразднены, все районы перешли в республиканское подчинение (тогдашней столицей УССР являлся Харьков).
7 февраля 1932 года Украинская ССР разделена на 5 областей — Винницкую, Днепропетровскую, Киевскую, Одесскую и Харьковскую. 2 июля 1932 года постановлением ВУЦИК из состава Днепропетровской и Харьковской областей была выделена Донецкая область с центром в городе Артёмовске. Это постановление было утверждено 17 июля 1932 года ЦИК СССР с тем изменением, что центром области был назначен город Сталино, а сама область названа Сталинской.
3 июня 1938 года из состава Сталинской области выделена Ворошиловградская область (в 1958—1970 годах и с 1991 года — Луганская область). В ноябре 1961 года Сталино был переименован в Донецк, а Сталинская область — в Донецкую область.
13 июня 2014 года по распоряжению президента Украины Петра Порошенко областные власти переехали временно в Мариуполь.
13 октября 2014 губернатор области Александр Кихтенко сообщил о том, что Донецкая областная государственная администрация будет перенесена в Краматорск, а силовые структуры региона останутся в Мариуполе.
17 июля 2020 года народными депутатами Украины было утверждено постановление «О создании и ликвидации районов», которое предусматривает новое территориальное устройство Украины. В частности, Верховная Рада поддержала проект постановления № 3650 о ликвидации 490 существующих районов и создании вместо них 136 новых районов. Согласно новому административно-территориальному делению Донецкой области, созданы следующие районы, в том числе на неподконтрольной территории: Бахмутский район, Волновахский район, Горловский район, Донецкий район, Кальмиусский район, Краматорский район, Мариупольский район, Покровский район.

## География

### Физико-географическое положение
Область находится в степной зоне юго-востока Украины, омывается Азовским морем. Преобладают преимущественно равнины, изрезанные балками и оврагами. На юго-западе и западе область граничит с Днепропетровской и Запорожской областями Украины, на северо-западе — с Харьковской областью Украины, на северо-востоке — с Луганской областью Украины, на юго-востоке — с Ростовской областью России, а с юга омывается Азовским морем.
Протяжённость области с севера на юг — 255 км, с запада на восток — 180 км. По территории она всего на 166 км2 меньше соседней Луганской области и занимает 11-е место по размерам территории.
Общая длина границ области составляет 1526 км, из них: сухопутные — 1376 км, морские — 140 км. Самое высокое место области — безымянная высота 336 м, расположенная вблизи железнодорожных остановочных пунктов Платформа № 3 и Метеорологический в Дебальцеве; самое низкое место (−0,4 м) — уровень воды в Азовском море.
Крайние точки области:
- северная — высота 195 м в Лиманском районе;
- южная — село Белосарайская Коса Мангушского района;
- западная — вблизи села Камышеваха Великоновосёлковского района;
- восточная — вблизи села Верхний Кут Шахтёрского района.

Географический центр области находится в селе Пески Ясиноватского района

## Население
| 2017      | 2018       |
| --------- | ---------- |
| 4 244 000 | ↘4 200 461 |

Численность наличного населения области на 1 апреля 2015 года составило 4 288 258 человек (что на 32 563 человека меньше, чем 1 сентября 2014 года). На 1 января 2015 года из 4 297 200 жителей области в городских населённых пунктах проживало 3 895 600 человек (90,84 %), — в сельских — 401 600 человек (9,16 %). Постоянное население — 4 284 400 человек, в том числе городское население — 3 879 700 человек (90,55 %), сельское — 404 700 человека (9,45 %). Население областного центра составило 952 100 человек (22,16 % от населения области).
Численность наличного населения области на 1 января 2020 года согласно оценке Укрстата составляет 4 131 808 человек, в том числе городского населения 3 754 349 человек, или 90,9 %, сельского — 377 459 человек, или 9,1 %.

### Языковой состав
Всесоюзная перепись населения 1926 года показала различие между долей этнических украинцев и украиноязычных в тогдашних административных единицах, занимавших бо́льшую часть территорий современной Донецкой области:
- Артёмовский округ (766 668 человек):
  - украинцы — 72,5 %, русские — 19,9 %
  - украинский язык — 60,1 %, русский язык — 34,0 %
- Сталинский округ (654 062 человек):
  - украинцы — 53,3 %, русские — 34,2 %
  - украинский язык — 43,7 %, русский язык — 46,3 %
- Мариупольский округ (415 540 человек):
  - украинцы — 54,7 %, русские — 18,5 %
  - украинский язык — 43,8 %, русский язык — 34,4 %

Вследствие проводимой во времена СССР русификации Украины доля украиноязычных в населении Донецкой области резко уменьшалась, а доля русскоязычных — возрастала. Родной язык населения Донецкой области по результатам переписей населения советских времён, %
|            | 1959 | 1970 | 1979 | 1989 |
| ---------- | ---- | ---- | ---- | ---- |
| Украинский | 44,4 | 37,9 | 32,2 | 30,6 |
| Русский    | 54,1 | 60,6 | 66,5 | 67,7 |
| Другие     | 1,5  | 1,5  | 1,3  | 1,7  |

По данным переписи 2001 года, 74,9 % населения области назвали родным русский язык. По сравнению с предыдущей переписью населения 1989 года этот показатель возрос на 7,2 процентных пункта, несмотря на сокращение доли лиц, считающих себя этническими русскими. В свою очередь, украинский язык посчитали родным 24,1 % жителей области, что было на 6,5 процентных пункта меньше, чем по данным предыдущей переписи населения. Удельный вес других языков, указанных как родные, за период между переписями уменьшился с 1,7 % до 1,0 %.
Украинский язык является единственным официальным языком на всей территории Донецкой области. После принятия Закона Украины «Об основах государственной языковой политики» в 2012 году русский язык получил в области статус регионального. 28 февраля 2018 года принятый в 2012 году закон «Об основах государственной языковой политики» признан неконституционным и утратил силу.
По данным исследований, проведённых социологической службой Центра Разумкова в 2006—2007 годах, 9,9 % респондентов из Донецкой области считали своим родным языком только украинский, 65,4 % — только русский, одновременно украинский и русский языки — 23,3 %. 1,7 % опрошенных считали, что украинский язык должен быть единственным официальным на всей территории Украины, в то время как 70,5 % придерживались мнения, что русскому должен быть предоставлен статус второго государственного языка. В результатах исследований не упоминается доля респондентов из Донецкой области, считавших, что украинский язык должен быть единственным государственным, а русский — вторым официальным в некоторых регионах страны.
По данным исследования Киевского международного института социологии, проведённого 8—16 апреля 2014 года, 33,4 % респондентов из Донецкой области не согласились с утверждением о том, что «Россия справедливо защищает интересы русскоязычных граждан на юго-востоке», 47,0 % — согласились. С утверждением о том, что «в Украине ущемляются права русскоязычного населения», не согласились 57,2 % опрошенных, согласились — 39,9 %. С утверждением о том, что в Донецкой области ущемляются права украиноязычного населения, не согласились 93,1 % респондентов, 5,4 % — согласились.
С 2014 года, в ходе российско-украинской войны, находящаяся под российской оккупацией часть Донецкой области подвергается русификации.
По данным исследования, проведённого социологической службой Центра Разумкова с 11 по 23 декабря 2015 года, 14 % респондентов из свободной от российской оккупации части Донецкой области считали своим родным языком только украинский, 45 % — только русский, одновременно украинский и русский языки — 33 %. 16 % опрошенных считали, что украинский язык должен быть единственным официальным на всей территории Украины. 42 % считали, что украинский язык должен быть единственным государственным, а русский — вторым официальным в некоторых регионах страны. 36 % придерживались мнения, что русскому должен быть предоставлен статус второго государственного языка. 54 % респондентов из свободной от российской оккупации части Донецкой области согласились с утверждением, что каждый гражданин Украины, независимо от его этнического происхождения, должен владеть украинским языком в объёме, достаточном для повседневного общения, знать основы украинской истории и культуры, 36 % — не согласились.
По данным опроса, проведённого Социологической группой «Рейтинг» с 16 ноября по 10 декабря 2018 года в рамках проекта «Портрети Регіонів», 31 % жителей свободной на тот момент от российской оккупации части Донецкой области считали, что украинский язык должен быть единственным государственным языком на всей территории Украины. 30 % считали, что украинский язык должен быть единственным государственным языком, а русский — вторым официальным в некоторых регионах страны. 37 % считали, что русский должен стать вторым государственным языком страны. 2 % затруднились с ответом.
Россия проводит политику насильственной русификации на оккупированных ею территориях области — в школах преподают только на русском языке даже в полностью украиноязычных населённых пунктах. Украинские учебники оказались под запретом, а желающие учиться на украинском вынуждены делать это втайне от оккупационных властей.
16 февраля 2023 года решением Донецкой областной государственной администрации в Донецкой области утверждена «Программа содействия функционированию украинского языка как государственного во всех сферах общественной жизни на территории Донецкой области на 2023—2026 годы», главной целью которой является усиление позиций украинского языка в регионе.
По данным исследования Центра контент-анализа, проведённого в период с 15 августа по 15 сентября 2024 года, темой которого стало соотношение украинского и русского языков в украинском сегменте социальных сетей, в Донецкой области (в том числе и на оккупированной Россией её части) на украинском языке писалось 8,5 % сообщений (в 2023 году — 6,4 %, в 2022 году — 5,1 %, в 2020 году — 2,8 %), на русском — 91,5 % (в 2023 году — 93,6 %, в 2022 году — 94,9 %, в 2020 году — 97,2 %).

## Административно-территориальное устройство

### Районы
Постановлением Верховной рады Украины от 17 июля 2020 года было принято новое деление области на 8 районов:
| № | Район               | Население (тыс. чел.) | Площадь (тыс. км²) | Административный центр |
| - | ------------------- | --------------------- | ------------------ | ---------------------- |
| 1 | Бахмутский район    | 201,1                 | 1748,3             | г. Бахмут              |
| 2 | Волновахский район  | 146,0                 | 4457,4             | г. Волноваха           |
| 3 | Горловский район    | 690,6                 | 2468,4             | г. Горловка            |
| 4 | Донецкий район      | 1503,4                | 2895,1             | г. Донецк              |
| 5 | Кальмиусский район  | 122,6                 | 3132,6             | г. Кальмиусское        |
| 6 | Краматорский район  | 568,0                 | 5194,1             | г. Краматорск          |
| 7 | Мариупольский район | 521,1                 | 2624,0             | г. Мариуполь           |
| 8 | Покровский район    | 413,0                 | 4004,1             | г. Покровск            |

Районы в свою очередь делятся на городские, поселковые и сельские объединённые территориальные общины (укр. об'єднана територіальна громада).
Территории трёх районов (Горловского, Донецкого и Кальмиусского: в таблице выделены серым цветом) и всех их 20 новых общин контролируются непризнанной ДНР и выборы там Украиной не проводятся. Помимо этого, ЦИК Украины в августе 2020 года отменила назначенные на 25 октября 2020 года выборы в 10 новообразованных территориальных общинах Донецкой области, подконтрольных Украине, сославшись на небезопасность прифронтовой зоны. К ним относятся территории Светлодарской и Торецкой общин в Бахмутском (Артёмовском) районе; Волновахской, Мирненской, Ольгинской и Угледарской общин в Волновахском районе, Сартанской общины в Мариупольском районе, Авдеевской, Марьинской и Очеретинской общин в Покровском (Красноармейском) районе.

### Контроль территории
Три района из восьми (в таблице выделены серым цветом) в большей части полностью не управляются украинскими властями и контролируются самопровозглашённой ДНР.
В административно-территориальной структуре области до июля 2020 года выделялись 28 городов и 18 районов областного подчинения. Всего административно-территориальных единиц (по состоянию на 1 января 2014 года):
- районов — 18,
- городов (укр. міста, міські ради) — 52,
  - в том числе городов областного подчинения — 28,
- посёлков, пгт (укр. селища, селищні ради) — 131,
- сёл (укр. села, сільські ради) — 1 118,
- районов в городах — 21 в 4 городах.

На карте справа показаны:
| 1991—2014 Районы a — Амвросиевский b — Артёмовский (Бахмутский) c — Великоновосёлковский d — Волновахский e — Володарский (Никольский) f — Добропольский g — Константиновский h — Красноармейский (Покровский) i — Краснолиманский (Лиманский) j — Марьинский k — Новоазовский l— Александровский m — Першотравневый (Мангушский) n — Славянский o — Старобешевский p — Тельмановский q — Шахтёрский r — Ясиноватский | Города областного значения 1 — Донецк 2 — Авдеевка 3 — Бахмут (до 2016 Артёмовск) 4 — Угледар 5 — Горловка 6 — Дебальцево 7 — Торецк (до 2016 Дзержинск) 8 — Мирноград (до 2016 Димитров) 9 — Доброполье 10 — Докучаевск 11 — Дружковка 12 — Енакиево 13 — Ждановка 14 — Кировское (Крестовка) 15 — Константиновка 16 — Краматорск 17 — Лиман (до 2016 Красный Лиман) 18 — Покровск (до 2016 Красноармейск) 19 — Макеевка 20 — Мариуполь 21 — Новогродовка 22 — Селидово 23 — Славянск 24 — Снежное 25 — Торез (Чистяково) 26 — Харцызск 27 — Шахтёрск 28 — Ясиноватая | 2014—2020 Районы Территория, подконтрольная Украине: a — Бахмутский b — Великоновосёлковский c — Волновахский (в том числе части бывших Новоазовского и Тельмановского районов) d — Никольский e — Добропольский f — Константиновский g — Покровский h — Лиманский i — Марьинский j — Александровский k — Мангушский l — Славянский m — Ясиноватский Территория, подконтрольная ДНР: Амвросиевский район Новоазовский район Старобешевский район Тельмановский район Шахтёрский район а также части Бахмутского, Волновахского, Марьинского, Ясиноватского районов | Города областного значения Территория, подконтрольная Украине: 1 — Авдеевка 2 — Бахмут 4— Торецк 5 — Мирноград 6 — Доброполье 7 — Дружковка 8 — Константиновка 9 — Краматорск 10 — Лиман 11 — Покровск 12 — Селидово 13 — Новогродовка 14 — Славянск 15 — Мариуполь Территория, подконтрольная ДНР: Донецк Горловка Дебальцево Докучаевск Енакиево Ждановка Кировское (Крестовка) Макеевка Снежное Угледар Торез (Чистяково) Харцызск Шахтёрск Ясиноватая |

### Органы власти
- Председатель Донецкой областной военно-гражданской администрации — Павел Кириленко (с 5 июля 2019 года).
- Исполняющий обязанности председателя Донецкого областного совета — Мария Юрьевна Гончарова (с 24 февраля 2017 года).

## Экономика
Юбилейная монета «75 лет создания Донецкой области»
Донецкая область — крупнейший промышленный регион Украины, обеспечивает около 20 % промышленного производства государства. Основными отраслями экономики являются угольная (Донбасс), металлургическая, коксохимическая, химическая промышленность, тяжёлое машиностроение, производство стройматериалов, электроэнергетика, транспорт.

### Промышленность
В основном преобладает угольная промышленность, чёрная металлургия и машиностроение.
Объём промышленной продукции по городам и районам Донецкой области в 2014 году.
| Название города, района    | Контроль на 1 января 2015 (Украина/ДНР) | млн грн (2014) |
| -------------------------- | --------------------------------------- | -------------- |
| Донецк                     | ДНР/Украина                             | 39680,1        |
| Авдеевка                   | Украина                                 | 6582,0         |
| Бахмут                     | Украина                                 | 4686,3         |
| Угледар                    | Украина                                 | 622,5          |
| Горловка                   | ДНР                                     | 7096,6         |
| Дебальцево                 | ДНР                                     | 2395,0         |
| Торецк                     | Украина                                 | 680,1          |
| Мирноград                  | Украина                                 | 443,7          |
| Доброполье                 | Украина                                 | 2108,2         |
| Докучаевск                 | ДНР                                     | 543,7          |
| Дружковка                  | Украина                                 | 2740,1         |
| Енакиево                   | ДНР                                     | 7499,2         |
| Ждановка                   | ДНР                                     | 601,5          |
| Кировское                  | ДНР                                     | 1649,0         |
| Константиновка             | Украина                                 | 1804,4         |
| Краматорск                 | Украина                                 | 4989,9         |
| Красногоровка              | Украина                                 | …              |
| Лиман                      | Украина                                 | 71,9           |
| Покровск                   | Украина                                 | 4250,0         |
| Макеевка                   | ДНР                                     | 11299,5        |
| Мариуполь                  | Украина                                 | 53948,8        |
| Новогродовка               | Украина                                 | 414,8          |
| Селидово                   | Украина                                 | 179,6          |
| Славянск                   | Украина                                 | 2648,1         |
| Снежное                    | ДНР                                     | 401,5          |
| Торез                      | ДНР                                     | 837,1          |
| Харцызск                   | ДНР                                     | 5765,1         |
| Шахтёрск                   | ДНР                                     | 319,2          |
| Ясиноватая                 | ДНР                                     | 209,1          |
| Александровский район      | Украина                                 | 8,0            |
| Амвросиевский район        | ДНР                                     | 324,1          |
| Бахмутский район           | Украина                                 | 323,0          |
| Великоновосёлковский район | Украина                                 | 0,0            |
| Волновахский район         | Украина                                 | 756,2          |
| Добропольский район        | Украина                                 | 718,0          |
| Константиновский район     | Украина                                 | 672,0          |
| Мангушский район           | Украина                                 | 33,5           |
| Марьинский район           | Украина                                 | 5916,7         |
| Никольский район           | Украина                                 | 37,6           |
| Новоазовский район         | ДНР                                     | 303,1          |
| Покровский район           | Украина                                 | 1348,3         |
| Славянский район           | Украина                                 | 91,6           |
| Старобешевский район       | ДНР                                     | 4169,0         |
| Тельмановский район        | ДНР                                     | 26,9           |
| Шахтёрский район           | ДНР                                     | 235,5          |
| Ясиноватский район         | Украина                                 | 186,8          |
| Донецкая область           | Украина                                 | 98657,3        |
| Донецкая область           | ДНР                                     | 80960,0        |
| Донецкая область           | Украина + ДНР                           | 179617,3       |

В результате образования на части районов и городов Донецкой области самопровозглашённой непризнанной Донецкой Народной Республики в 2014 году, около 45 % всего промышленного потенциала оказалась под контролем ДНР, в том числе город Донецк (около 40 млрд грн объёма промышленного производства в 2014 году), Макеевка (11 млрд), Енакиево (7,5 млрд), Горловка (7,1 млрд), Харцызск (5,8 млрд), Старобешевский район (4,2 млрд), Кировское (1,6 млрд) и другие. В начале февраля 2015 года под контроль ДНР попал город Дебальцево с объёмом промышленного производства (преимущественно за счёт Углегорской ГРЭС) до 2,4 млрд. В результате разделения индустрии региона, физического разрушения большого количества предприятий и инфраструктуры в результате боевых действий, экономической войны между Украиной и ДНР значительно упал выпуск промышленной продукции практически по всему ассортименту товаров.
Основными центрами промышленности на подконтрольной Украине части Донецкой области в 2014 году являлись:
- Мариуполь — 53,9 млрд грн, или 54,7 % от объёма подконтрольной Украине части области и 30 % от всего объёма с учётом ДНР,
- Центральнодонбасский центр — 13,4 млрд, или 13,6 % (в том числе Авдеевка — 6,6 млрд, Марьинский район — 5,4, Дзержинск — 0,7, Ясиноватский район — 0,2),
- Краматорский центр — 10,5 млрд, или 10,6 % (в том числе Краматорск — 5,0 млрд, Дружковка — 2,7, Славянск — 2,6 и район — 0,1),
- Западнодонбасский центр — 9,5 млрд грн, или 9,6 % (в том числе Красноармейск — 4,2 млрд и район — 1,3, Доброполье — 2,1 и район — 0,7, Мирноград — 0,4, Новогродовка — 0,4, Селидово — 0,2),
- Бахмут (4,7 млрд) и район (0,3) — 5,0 млрд, или 5,1 %,
- Константиновка (1,8 млрд) и район (0,7) — 2,5 млрд, или 2,5 %,
- Дебальцево — 2,4 млрд, или 2,4 %.

### Чёрная металлургия
- Мариупольский металлургический комбинат имени Ильича — в составе Метинвест-Холдинга
- Металлургический комбинат «Азовсталь» (Мариуполь) — в составе Метинвест-Холдинга
  - в том числе с 2005 года — Мариупольский коксохимический завод («Маркохим»)
- Енакиевский металлургический завод — в составе Метинвест-Холдинга
  - в том числе Макеевский филиал — часть разрушенного в начале 2000-х годов Макеевский металлургический комбинат имени С. М. Кирова
- Донецкий металлургический завод (в том числе Донецксталь) — металлургический завод в составе холдинга Донецксталь
- Харцызский трубный завод — в составе Метинвест-Холдинга
- Краматорский металлургический завод имени Куйбышева — банкрот с конца 2012 года
- Донецкий металлопрокатный завод
- Константиновский чугунолитейный завод (бывший металлургический завод имени М. В. Фрунзе) — не функционирует
- Макеевский труболитейный завод имени Куйбышева — не функционирует

### Коксохимическая промышленность
- Авдеевский коксохимический завод — в составе Метинвест-Холдинга
- Ясиновский коксохимический завод — в составе Донецксталь
- Макеевский коксохимический завод — в составе Донецксталь
- Енакиевский коксохимпром
- Донецкий коксохимический завод («Донецккокс»)
- Дзержинский коксовый завод
- Горловский коксохимический завод — не функционирует
- Краматорский коксохимический завод — не функционирует

### Стекольная промышленность
- Константиновский завод «Автостекло» имени Бондарева
- Константиновский стекольный завод имени Октябрьской Революции
- Константиновский бутылочный завод имени 13-ти расстрелянных

### Энергетика
Крупнейшие электростанции:
- Углегорская ТЭС (3,6 ГВт)[55]
- Старобешевская ТЭС (1,9 ГВт)[56]
- Славянская ТЭС (0,8 ГВт)[57]
- Кураховская ТЭС (1,4 ГВт)[58]
- Зуевская ТЭС (1,2 ГВт)[59]

### Угольная промышленность
На территории области находится большинство предприятий Донецкого угольного бассейна. Разработка запасов Донбасса происходила с востока на запад, поэтому наиболее перспективные залежи каменного угля находятся сейчас именно на западе (Покровск, Доброполье, Угледар). В восточных районах области добывают антрацит (Торез, Снежное, Шахтёрск).
В 1984 году в области работало 122 крупные высокомеханизированные шахты (из 248 каменноугольных шахт УССР), объединённые в 12 (из 24) ПО, производственных объединений (сейчас — ГХК, государственные холдинговые компании и ГП, государственные предприятия). Кроме того, в постперестроечное время некоторые шахты вышли из ПО, а позже были арендованы, приватизированы или же остались в руках государства. Угольные ГХК и ГП:
1. Артёмуголь (город Горловка)
2. Добропольеуголь (город Доброполье) — в составе ДТЭК
3. Донецкуголь (город Донецк)
4. Донуголь (город Донецк)
5. Красноармейскуголь (город Мирноград)
6. Макеевуголь (город Макеевка)
7. Октябрьуголь (город Кировское)
8. Орджоникидзеуголь (город Енакиево)
9. Селидовуголь (город Селидово)
10. Снежноеантрацит (город Снежное)
11. Торезантрацит (город Торез)
12. Торецкуголь (город Торецк)
13. Шахтёрскантрацит (город Шахтёрск)

Самостоятельные шахты и шахтоуправления:
1. Шахта № 17-17бис
2. Шахта № 4-21 (бывшая шахта «Петровская», город Донецк)
3. Шахта «Бутовка-Донецкая» (город Донецк)
4. Шахта «Капитальная» (город Донецк)
5. Шахта «Комсомолец Донбасса» (город Кировское) — в составе ДТЭК
6. Шахта «Красноармейская-Западная» (пгт Удачное, Покровский район)
7. Шахта «Краснолиманская» (город Родинское, город Покровск)
8. Шахта им. Святой Матроны Московской (город Торецк)
9. Шахта «Октябрьская» (город Донецк)
10. Шахта «Рассыпнянская» (пгт Рассыпное, город Торез)
11. Шахта «Южнодонбасская № 1» (город Угледар)
12. Шахта «Южнодонбасская № 3» (город Угледар)
13. Шахта имени Гаевого (город Горловка)
14. Шахта имени Засядько (город Донецк)
15. Шахта имени Поченкова (город Макеевка)
16. Шахтоуправление «Кировское» (город Кировское)
17. Шахта имени Скочинского (город Донецк)

Крупнейшие предприятия по обогащению угля (ГОФы, ЦОФы — государственные или центральные обогатительные фабрики, УПП — углеперерабатывающие предприятия) находятся в следующих городах области: Макеевка, Донецк, Торез, Торецк, Горловка, Мирноград, Доброполье, Селидово и другие. Большинство ЦОФ находятся в составе угледобывающих предприятий, однако некоторые из них работают отдельно (Донбассуглеобогащение). Общее количество обогатительных фабрик области (по состоянию на 1986 год) — 31, крупнейшие из них:
1. Комсомольская ЦОФ
2. Кальмиусская ЦОФ
3. Чумаковская ЦОФ (город Донецк)
4. Добропольская ЦОФ ДТЭК (город Доброполье)
5. Горловская ЦОФ (город Горловка)
6. Дзержинская ЦОФ (город Торецк)
7. Донецкая ЦОФ
8. Калининская ЦОФ (город Горловка)
9. Киселёвская ЦОФ (город Торез)
10. Колосниковская ЦОФ (город Макеевка)
11. ГОФ «Красная Звезда» (город Торез)
12. Краснолиманская ЦОФ (город Родинское, город Покровск)
13. Кураховская ЦОФ ДТЭК (пгт Кураховка, город Селидово)
14. Моспинское УПП ДТЭК (город Моспино, город Донецк)
15. Октябрьская ЦОФ ДТЭК (город Белицкое, город Доброполье)
16. Постниковская ЦОФ (город Шахтёрск)
17. Пролетарская ЦОФ (город Макеевка)
18. ЦОФ «Россия» (город Новогродовка)
19. Селидовская ЦОФ (город Селидово)
20. Сердитенская ЦОФ (пгт Сердитое город Шахтёрск)
21. Снежнянская ЦОФ (пгт Залесное, город Снежное)
22. Торезская ЦОФ (город Кировское)
23. Углегорская ЦОФ (город Углегорск в составе города Енакиево)
24. Узловская ЦОФ (город Горловка)
25. ЦОФ «Украина» (город Украинск, город Селидово)
26. Шахтёрская ЦОФ (город Шахтёрск)
27. Свято-Варваринская ОФ (пгт Удачное, Покровский район)

### Внешняя торговля[60]
В 2014 экспорт составлял 8,4 млрд долл. (15,6 % от общеукраинского), импорт — 2,1 млрд. (3,9 %).
Наибольшие доли экспорта по странам, %:
Италия — 15,4, Россия — 13,3, Турция — 10,4, Египет — 8,2, Саудовская Аравия — 4,1.
Наибольшие доли импорта по странам, %:
Россия — 31,1, США — 12,2, Литва — 7,1, Китай — 6,4, Германия — 6,2.

## Транспорт

### Автомобильный
По территории Донецкой области проходят:
- автомагистраль E 40;
- автомагистраль E 50;
- автомагистраль E 58.

### Железнодорожный
В Донецкой области находятся железные дороги, принадлежащие государственной администрации «Укрзализныця» и относящиеся к Донецкой железной дороге. С середины января 2015 года северная часть подконтрольной Украине Донецкой области обслуживается Южной железной дорогой, южная часть — Приднепровской, территория, контролируемая ДНР — Донецкой железной дорогой.

### Водный
Основная водная артерия области — река Северский Донец. Портом Азовского моря является город Мариуполь.

## Награды
- Орден Ленина (26 февраля 1958 года)[62].
- Орден Ленина (2 декабря 1970 года)[62].